# Friedrich Albert Lange
Friedrich Albert Lange (Wald nabij Solingen, 28 september 1828 - Marburg, 21 november 1875) was een Duitse filosoof die geschaard wordt onder de (neukantianen), en tevenspedagoog, econoom en socialist.

## Leven
Friedrich Albert was een zoon van de protestantse dominee Johann Peter Lange. Hij groeide op in Solingen, Langenberg en Duisburg. Vanaf 1841 gaf zijn vader les in Zürich, Zwitserland waarheen het gezin verhuisde.
Lange studeerde van 1848 tot 1851 aan Bonn theologie, filosofie en filologie. Op 26 maart 1851 promoveerde hij op een proefschrift op het onderwerp Quaestiones Metricae. Na het behalen van zijn examens was hij van 1852 tot 1855 leraar op een middelbare school in Keulen. Op 21 augustus 1855 promoveerde hij als pedagoog aan de Universiteit van Bonn en vanaf 1857 was hij privaatdocent voor filosofie en pedagogie in Bonn. Kort daarna verliet Lange Bonn en bleef tot 1861 leraar op een middelbare school in zijn geboorteplaats Duisburg. Uit protest tegen de politiek van Bismarck nam Lange in 1862 ontslag uit het onderwijs, wegens zijn bezwaren tegen een in het koninkrijk Pruisen uitgebrachte koninklijke circulaire, die bedoeld was leraren te ontmoedigen van elke politieke agitatie.
Kort daarna werd hij secretaris van de Duisburgse Kamer van Koophandel en redacteur van de Rhein- und Ruhrzeitung, uitgegeven in Duisburg. Deze progressieve krant  ontsloeg Lange na meerdere aanklachten wegens de onder het repressieve regime van Bismarck heersende censuur. Lange wijdde zich sindsdien des te meer aan politieke kwesties, trad steeds vaker op als spreker op bijeenkomsten en was van 1864 tot 1866 lid van de Permanent Comité van de Vereniging van Duitse Arbeidersverenigingen, waarvan ook de bekende socialist August Bebel lid was. Van 1 oktober 1865 tot 29 juni 1866 publiceerde Lange in Duisburg de Boten vom Niederrhein. Daarin sprak hij zich voornamelijk uit tegen de Pruisische Junkers en de Pruisische regering. In 1865 publiceerde hij het werk Die Arbeiterfrage in ihrer Bedeutung für Gegenwart und Zukunft, dat eveneens wordt beschouwd als een belangrijke bijdrage aan de ontwikkeling van het begin van de economische wetenschap.
Lange sloot zich aan bij de Eerste Internationale. Daarna trok Lange, die leed onder de steeds intenser wordende processen tegen hem, zich geleidelijk terug uit de Duitse politiek en begon zijn belangrijkste werk te schrijven (later in twee delen verdeeld), de Geschichte des Materialismus und Kritik seiner Bedeutung in der Gegenwart. (vert. Geschiedenis van het materialisme en kritiek op zijn hedendaagse betekenis dat in 1866 werd gepubliceerd. 
In 1866 verhuisde Lange met zijn vrouw Friederike Colsman en kinderen naar Winterthur in het kanton Zürich, waar hij tot 1867 weer als leraar op een middelbare school kon werken. Hij werkte ook als redacteur van de Winterthurse krant Der Landbote en schreef een vervolg op zijn Geschichte. Tijdens zijn verblijf in Zwitserland raakte Lange intensief betrokken bij de democratische beweging en was hij sterk betrokken bij de ontwikkeling van een Grondwet voor het kanton Zürich, die verschilt van de vorige, doordat deze onder andere alle essentiële beslissingen aan de burgers overlaat door middel van het optionele volksinitiatief en het verplichte referendum. Gedurende deze tijd bekleedde hij een aantal functies, waaronder het lidmaatschap van de  Constitutionele Raad, 1870-1872 van de Kantonraad van Zürich,Bankrat en 1870/71 van de Gemeenteraad van Winterthur. Hij richtte ook de Consumentenvereniging Winterthur op en was de eerste voorzitter ervan.
In 1868 verwierf Lange burgerrechten en in 1869 voltooide hij zijn promotie tot privédocent aan de filosofische faculteit van de Universiteit van Zürich. Van 1870 tot 1872 doceerde hij inductieve filosofie als hoogleraar in Zürich voordat hij aangsteld werd aan de Universiteit van Marburg. Hij kreeg nog meer leerstoelen aangeboden in Würzburg, Königsberg, Kiel, Gießen en Jena. Tot aan zijn dood gaf Lange lezingen over logica, filosofisch onderwijs, Schillers filosofische gedichten, psychologie en de geschiedenis van het onderwijs.
Lange, die al aan een ernstige ziekte leed (waarschijnlijk rectumkanker), gaf nog drie jaar les en schreef in Marburg voordat hij op 21 november 1875 stierf. Benadrukt moet worden dat hij de aanstelling van Hermann Cohen in Marburg bewerkstelligde en daardoor bekend werd als de grondlegger van de Marburger Schule van het Neo-Kantianisme.
De beroepsopleidingFriedrich-Albert-Lange in Duisburg-Neudorf en de Friedrich-Albert-Lange Schule in Solingen-Wald zijn naar hem vernoemd. In Solingen is ook een straat naar hem genoemd.

## Publicaties
- Über den Zusammenhang der Erziehungssysteme mit den herrschenden Weltanschauungen verschiedener Zeitalter in: Ellissen, O. A. (red.) Material zum Arbeitsunterricht in höheren Schulen, Nr. 71, Velhagen & Klasing, Bielefeld/Leipzig 1855. (Digitalisat)
- 1862: Die Stellung der Schule zum öffentlichen Leben.
- 1863: Die Leibesübungen. Eine Darstellung des Werdens und Wesens der Turnkunst in ihrer pädagogischen und culturhistorischen Bedeutung.
- 1865: Die Arbeiterfrage in ihrer Bedeutung für Gegenwart und Zukunft.
- 1866: Geschichte des Materialismus und Kritik seiner Bedeutung in der Gegenwart. Verlag J. Baedeker, Iserlohn 1873. MDZ Reader
- 1866: J. St. Mill's Ansichten über die sociale Frage und die angebliche Umwälzung der Socialwissenschaft durch Carey

### Postuum verschenen
- 1877: Logische Studien. Ein Beitrag zur Neubegründung der formalen Logik und der Erkenntnistheorie
- 1884: Schiller als Historiker und Philosoph
- 1897: Einleitung und Kommentar zu Schillers philosophischen Gedichten
- 1968: Über Politik und Philosophie. Briefe und Leitartikel 1862 bis 1875. red. Georg Eckert
- 1975: Pädagogik zwischen Politik und Philosophie, red. Joachim H. Knoll uitg. Braun, Duisburg, ISBN 3-87096-123-6.

- Bibsys: 90237511
- Biblioteca Nacional de Chile: 000416603
- Biblioteca Nacional de España: XX873061
- Bibliothèque nationale de France: cb12511800z (data)
- Catàleg d'autoritats de noms i títols de Catalunya: 981058520345106706
- CiNii: DA02691398
- Gemeinsame Normdatei: 118569333
- Historisch woordenboek van Zwitserland: 013499
- International Standard Name Identifier: 0000 0001 0855 7338
- Library of Congress Control Number: n50046335
- Nationale Bibliotheek van Letland: 000091418
- Mathematics Genealogy Project: 231030
- Bibliotheek van het Japanse parlement: 00523578
- Nationale Bibliotheek van Tsjechië: skuk0000760
- Nationale bibliotheek van Australië: 35290701
- Nationale Bibliotheek van Israël: 987007264258105171
- Nationale Bibliotheek van Polen: a0000001853929
- Nationale en Universitaire bibliotheek Zagreb: 000406138
- Nederlandse Thesaurus van Auteursnamen: 06968264X
- Istituto Centrale per il Catalogo Unico: RAVV040886
- LIBRIS: 282445
- Système universitaire de documentation: 034353976
- Trove: 899609
- Virtual International Authority File: 19785671
- WorldCat: E39PBJkxG8vbtYcfP3Jd3xyWXd